# RRNK N-glikozilaza
RRNK N-glikozilaza (EC 3.2.2.22, ribozomalna ribonukleatna N-glikozidaza, nigrin b, RNK N-glikozidaza, rRNK N-glikozidaza, ricin, momorkohin-S, Mirabilis antiviralni protein, momorkohin-S, gelonin, saporin) je enzim sa sistematskim imenom rRNK N-glikohidrolaza. Ovaj enzim katalizuje sledeću hemijsku reakciju
hidroliza N-glikozilne veze na A-4324 u 28S rRNK iz ribozoma pacova
Ricinski A-lanac i srodni toksini imaju ovu aktivnost.

## Literatura
- Nicholas C. Price; Lewis Stevens (1999). Fundamentals of Enzymology: The Cell and Molecular Biology of Catalytic Proteins (Third изд.). USA: Oxford University Press. ISBN 019850229X.
- Eric J. Toone (2006). Advances in Enzymology and Related Areas of Molecular Biology, Protein Evolution (Volume 75 изд.). Wiley-Interscience. ISBN 0471205036.
- Branden C; Tooze J. Introduction to Protein Structure. New York, NY: Garland Publishing. ISBN 0-8153-2305-0.
- Irwin H. Segel. Enzyme Kinetics: Behavior and Analysis of Rapid Equilibrium and Steady-State Enzyme Systems (Book 44 изд.). Wiley Classics Library. ISBN 0471303097.
- William P. Jencks (1987). Catalysis in Chemistry and Enzymology. Dover Publications. ISBN 0486654605.

## Spoljašnje veze
- RRNA+N-glycosylase на 